# Алканена (район)
Алканена (порт. Alcanena) — район (фрегезия) в Португалии, входит в округ Сантарен. Является составной частью муниципалитета Алканена. По старому административному делению входил в провинцию Рибатежу. Входит в экономико-статистический субрегион Медиу-Тежу, который входит в Центральный регион. Население составляет 4339 человек на 2001 год. Занимает площадь 10,31 км².